# Acco Super Dozer
L'Acco Super Dozer è, al 2023, il bulldozer più grande e potente mai costruito.
Fu allestito a Portogruaro (VE) dalla ditta di costruzioni Umberto Acco. La macchina è basata principalmente su prodotti della Caterpillar, ma molti componenti furono adattati o sviluppati ad hoc. Pesante 183 tonnellate, è spinto da 2 motori Caterpillar da 8 cilindri e 503 kW ognuno, disposti orizzontalmente. La lama anteriore (blade) è larga 7 metri ed alta 2,7. L'altezza massima è di 6,5 metri e la lunghezza complessiva raggiunge i 12 metri, compreso lo scarificatore (ripper) posteriore, alto 3 metri.
Questo bulldozer fu costruito nei primi anni ottanta per essere esportato in Libia a supporto dello sviluppo della nazione. Quando il dittatore libico Gheddafi fu accusato dagli USA di coinvolgimento nel terrorismo internazionale, le Nazioni Unite sanzionarono il Paese africano con l'embargo. Conseguentemente, la macchina, pur completata, non solo non raggiunse mai la destinazione prevista, ma non ebbe mai un impiego operativo e neppure lasciò il sito di costruzione fino al 2012, quando con la chiusura dell'azienda fu acquistato da un collezionista dei dintorni.